# خوسيه أنتونيو مارتينز غالفاو
خوسيه أنتونيو مارتينز غالفاو (بالبرتغالية: José Antônio Martins Galvão‏) (8 يوليو 1982 في البرازيل – )؛ هو لاعب كرة قدم سابق كان يلعب كمهاجم.

## وصلات خارجية
- خوسيه أنتونيو مارتينز غالفاو على موقع رابطة كرة القدم اليابانية للمحترفين (اليابانية)
- خوسيه أنتونيو مارتينز غالفاو على موقع قاعدة بيانات كرة القدم.إي يو (الإنجليزية)
- خوسيه أنتونيو مارتينز غالفاو على موقع Soccerway.com (الإنجليزية)
- خوسيه أنتونيو مارتينز غالفاو على موقع عالم كرة القدم.نت (الإنجليزية)